# رقصی با اژدهایان
رقصی با اژدهایان (انگلیسی: A Dance with Dragons) پنجمین کتاب از مجموعه هفت جلدی رمان فانتزی حماسی ترانه یخ و آتش، اثر نویسنده آمریکایی جرج آر. آر. مارتین است. در برخی از کشورها این کتاب خود در دو جلد منتشر شد: رؤیاها و غبار و بعد از ضیافت.
رقصی با اژدهایان در ابتدا قرار بود نام کتاب سوم مجموعه باشد؛ هنگامی که مارتین فکر می‌کرد ترانهٔ یخ و آتش سه‌گانه است.
این کتاب در تاریخ ۱۲ ژوئیه سال ۲۰۱۱ در کشور آمریکا منتشر شد. این در حالی بود که نسخه آلمانی وب‌سایت آمازون، به اشتباه ۱۸۰ نسخه از کتاب را دو هفته زودتر فروخت. ۲۹۸٬۰۰۰ نسخه از کتاب تنها در روز اول انتشار به‌فروش رفت و کتاب نیز ۶ بار چاپ مجدد شد (در مجموع بیش از ۶۵۰٬۰۰۰ نسخهٔ چاپی از کتاب منتشر شدند). راندوم هاوس رقصی با اژدهایان را به‌عنوان بزرگ‌ترین کتاب سال ۲۰۱۱ انتخاب کرد. این کتاب همچنین برای بار دوم در این سری رمان (پس از جلد پیشین) در صدر فهرست پرفروش‌ترین‌های نیویورک تایمز قرار گرفت.